# Il·leisme

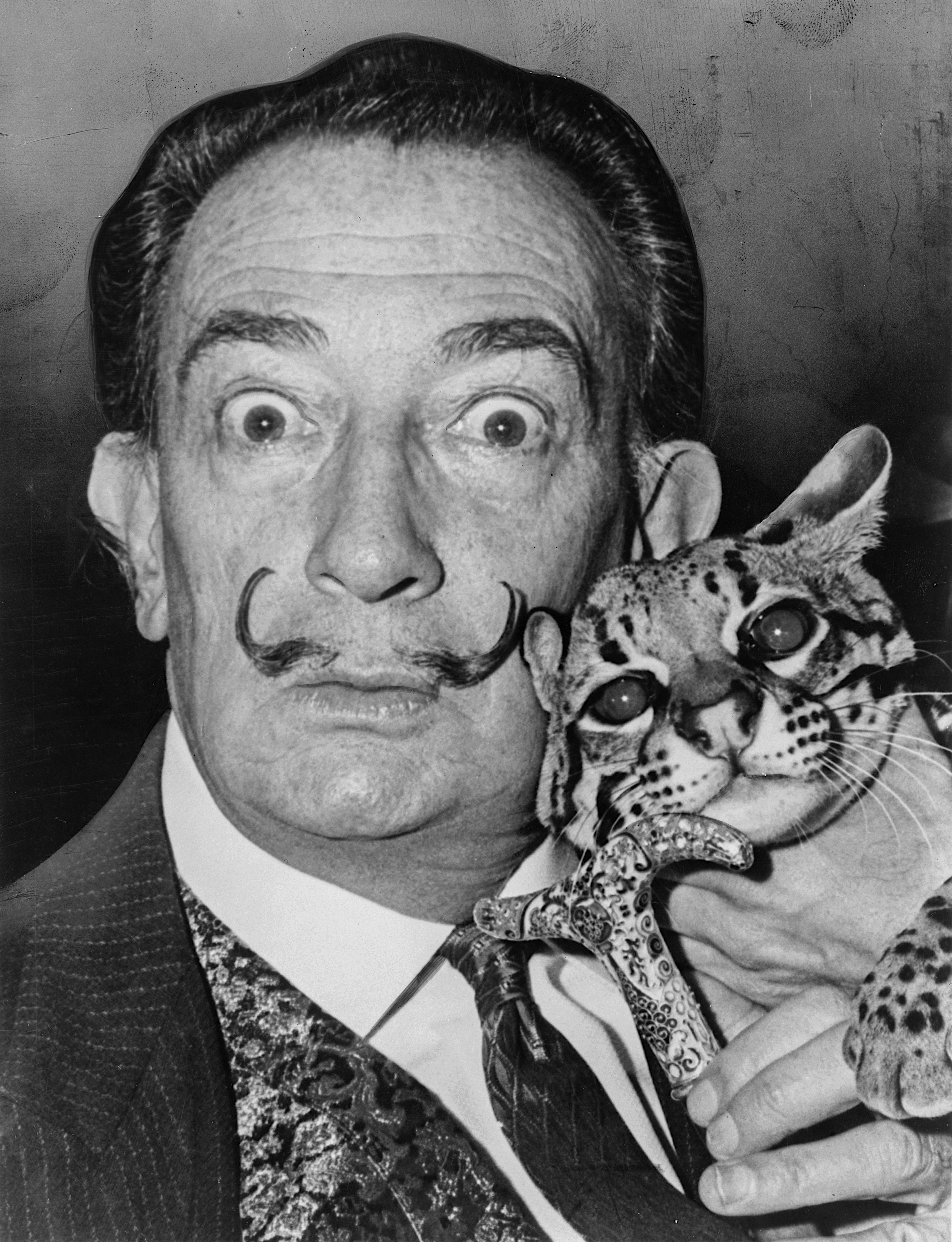
Salvador Dalí va ser un il·leista, ja que es referia a ell en tercera persona, com quan ho va fer a la seva entrevista amb Mike Wallace del 19 d'abril de 1958.

Il·leisme (del llatí ille que significa "ell, allò") és l'acte de referir-se a un mateix en tercera persona en lloc de fer-ho en primera persona. De vegades s'utilitza a la literatura per motius estilístics. En l'ús de la vida real, l'il·leisme pot reflectir una sèrie d'intencions estilístiques diferents o circumstàncies involuntàries.

## En la literatura
La literatura antiga, com ara la Guerra de les Gàl·lies de Juli Cèsar o l'Anàbasi de Xenofont, ambdós relats aparentment no ficticis de guerres dirigides pels seus autors, utilitzaven l'il·leisme per donar un aire d'imparcialitat objectiva, que incloïa justificacions de les accions de l'autor. D'aquesta manera, el biaix personal es presenta, encara que de manera deshonesta, com a objectivitat.
En un assaig, el teòleg Richard B. Hays ho va fer servir per criticar les seves troballes anteriors amb les quals no estava d'acord: "Aquestes van ser les troballes d'un tal Richard B. Hays, i el nou assaig tracta sobre l'obra anterior d'un autor amb el qual ara hi ha distància."
L'il·leisme també es pot utilitzar per mostrar idiotesa, com amb el personatge Mongo a Selles de muntar calentes, per exemple assenyalant "Mongo com el caramel" i "Mongo que només és un peó en el joc de la vida"; encara que també pot mostrar una senzillesa innocent. El personatge infantil de Barri Sèsam, Elmo, parla gairebé exclusivament en tercera persona.
En el Talmud babilònic i textos relacionats, l'il·leisme s'utilitza molt, sovint prenent la forma del parlant que utilitza l'expressió hahu gavra ("aquell home") quan es refereix a si mateix.

## En la quotidianitat
En diferents contextos, l'il·leisme es pot utilitzar per reforçar l'autopromoció, tal com fa servir de vegades un efecte còmic per Bob Dole al llarg de la seva carrera política. Això es va destacar especialment durant les eleccions presidencials dels Estats Units de 1996 i va ser criticat àmpliament als mitjans populars durant anys després. Deepanjana Pal de Firstpost va assenyalar que parlar en tercera persona "és una tècnica clàssica utilitzada per generacions de guionistes de Bollywood per establir l'aristocràcia, el poder i la gravetat d'un personatge".
D'altra banda, l'autoreferència en tercera persona es pot associar amb l'autodepreciació, la ironia i al fet de no prendre's massa seriosament (ja que l'ús excessiu del pronom "jo" sovint es veu com un signe de narcisisme i egocentrisme), així com amb l'excentricitat en general. Els estudis psicològics demostren que pensar i parlar d'un mateix en tercera persona augmenta la saviesa i té un efecte positiu en el mateix estat mental perquè un individu que ho fa és més humil intel·lectualment, més capaç d'empatia i d'entendre les perspectives dels altres, i és capaç de distanciar-se emocionalment dels mateixos problemes.
En conseqüència, en certes religions orientals, com l'hinduisme, l'il·leisme és vist de vegades com un signe d'il·luminació, ja que a través d'ell, un individu deslliga el seu jo etern (atman) de la seva forma corporal; en particular, Jnana ioga anima els seus practicants a referir-se a ells mateixos en tercera persona. Els il·leistes coneguts d'aquest tipus inclouen Swami Ramdas, Ma Yoga Laxmi, Anandamayi Ma, i Mata Amritanandamayi.
Diverses celebritats, com Marilyn Monroe, Alice Cooper, i Deanna Durbin, es van referir a elles mateixes en tercera persona per allunyar la seva persona pública del seu jo real.
Alguns pares utilitzen l'il·leisme (es refereixen a ells mateixos com a "papa" o "mamà") perquè els nens molt petits encara no entenen que els pronoms "jo" i "tu" es refereixen a persones diferents segons el context. Els nens que adquireixen la parla sovint es refereixen a ells mateixos en tercera persona abans d'aprendre l'ús adequat del pronom "jo", i el seu discurs evoluciona més enllà de l'ús de l'il·leisme una vegada que desenvolupen un fort sentit d'autoreconeixement, sovint abans dels dos anys.

## Il·leistes notables

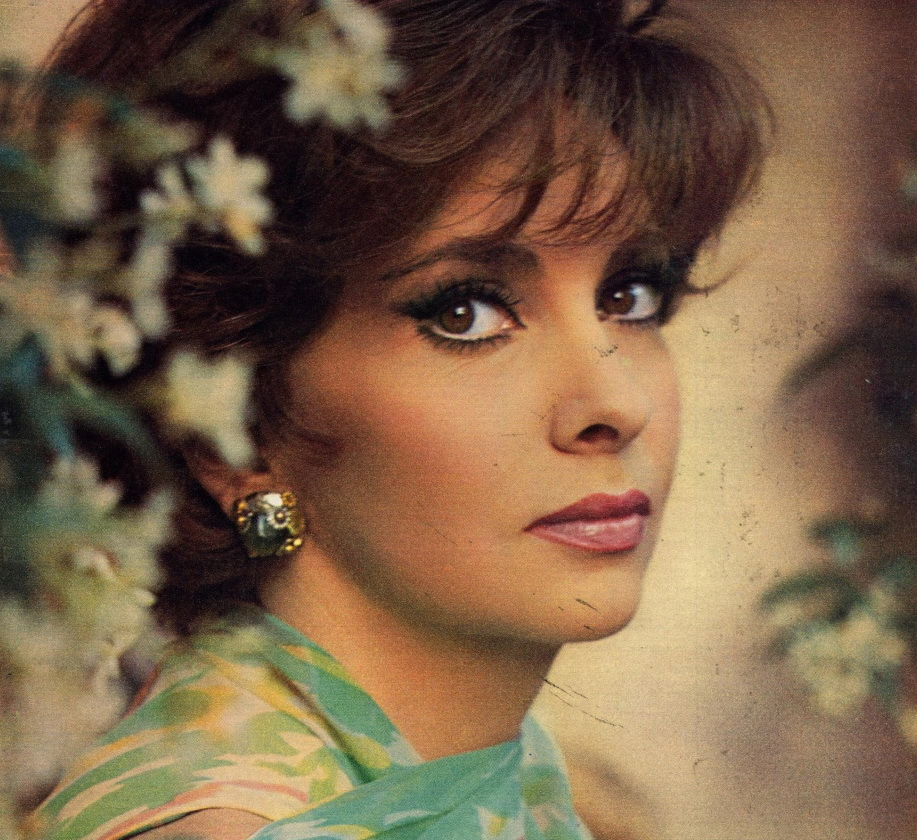
Gina Lollobrigida és una de les il·leistes notables, a la imatge la veiem fotografiada el 1965

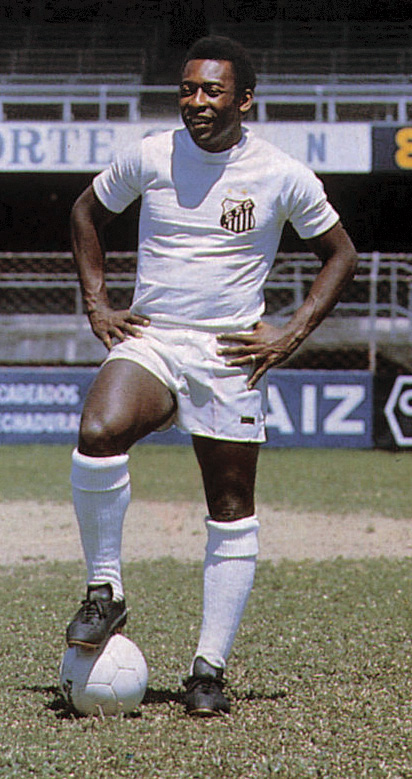
El futbolista Pelé es va referir a si mateix en tercera persona en diverses ocasions. A la imatge, fotografiat abans d'enfrontar-se al Boca Juniors a la tornada de la final de la Copa Libertadores de 1963.

Categoria principal: Il·leistes

### Política
- La Guerra de les Gàl·lies (58–49 aC) de Juli Cèsar presenta les gestes de l'autor a la Guerra de les Gàl·lies en tercera persona.[21]
- Henry Adams (1838–1918), historiador, autor i descendent dels presidents John Adams i John Quincy Adams, al llarg de la seva autobiografia The Education of Henry Adams (1918)[22][23]
- Se sap que el general Douglas MacArthur (1880–1964) es referia a si mateix com a "MacArthur" en explicar històries sobre ell mateix[24]
- Charles de Gaulle (1890–1970), president de França[25]
- Richard Nixon (1913–94),[25] 37è president dels Estats Units
- Bob Dole (1923–2021), durant la seva campanya presidencial als Estats Units el 1996[26]
- Mikhail Gorbatxov (1931–2022), polític rus, últim president de l'URSS[25]
- Paulo Maluf (nascut el 1931), polític brasiler[27]
- Bernie Sanders (nascut el 1941) va utilitzar la tercera persona en la seva campanya presidencial el 2016.[25]
- Donald Trump (nascut el 1946), president dels Estats Units (2017-2021)[28]
- Silvio Berlusconi (nascut el 1936), polític italià, primer ministre (1994–1995; 2001–2006; 2008–2011)[29]
- Herman Cain (1945–2020), durant la seva campanya presidencial dels Estats Units el 2012[30]
- Narendra Modi (nascut el 1950), primer ministre de l'Índia[31]
- Anthony Garotinho (nascut el 1960), polític brasiler[27]
- Roy Kwong Chun-yu (nascut el 1983), conseller de districte i legislador de Hong Kong[32]
- Chen Shui-bian, antic president de la República de la Xina (Taiwan)[33]
- León Trotsky, seguint Cèsar, a la seva Història de la revolució russa (i de vegades a La revolució traïda, on es refereix a si mateix com "l'aleshores cap del Departament de Guerra").

### Esports
- Zlatan Ibrahimović (n. 1981), futbolista suec[34]
- LeBron James va fer diverses referències a si mateix en tercera persona durant el programa The Decision a ESPN el 2010.[35][36]
- Rickey Henderson (n. 1958), jugador de camp esquerre de beisbol, ocasionalment es referia a si mateix com "Rickey".[37]
- Dwayne Johnson (n. 1972), lluitador professional, es va referir a si mateix en tercera persona com The Rock durant la seva carrera, especialment amb les seves promocions que parlaven d'escombraries.[38]
- Karl Malone (n. 1963), jugador de bàsquet[39]
- Diego Maradona (1960–2020), futbolista argentí[40]
- Lothar Matthäus (n. 1961), entrenador de futbol alemany i exjugador, és citat amb la frase: "Un Lothar Matthäus no es deixa colpejar pel seu cos. Un Lothar Matthäus decideix ell mateix sobre el seu destí."[41]
- Cam Newton (n. 1989), quarterback de la NFL, es va referir a si mateix en tercera persona durant la seva conferència de premsa a la NFL Combine el 2011.[42]
- Pelé (1940–2022), futbolista brasiler[43][44]
- Billy Davies (n. 1964), futbolista i entrenador escocès[45]

### Entreteniment
- Alice Cooper[16]
- Gina Lollobrigida[46][47][48][49]
- Hedy Lamarr[50]
- Jamie Hyneman[51]
- Jean Harlow[52][53]
- Deanna Durbin[17]
- Kanye West
- Marilyn Monroe[14][15]
- Lila Morillo[54]
- MF Doom (1971–2020), raper i productor discogràfic britànic-americà[55]

### Religió i espiritualitat
- Anandamayi Ma[12]
- Buda de vegades es refereix a si mateix com "El Buda" o "El Tathagata".
- Mata Amritanandamayi[13]
- Swami Ramdas (1884–1963), sant indi, filòsof, filantrop i pelegrí[56]
- Rama Tirtha (1873–1906), professor indi de Vedanta[57]
- Ma Yoga Laxmi, la secretària d'Osho[11]
- Jesucrist es refereix ell mateix com "Jesús" (així com el "Fill de l'home"), a Joan 17:1-3.[58]

### Altres
- Salvador Dalí a la seva entrevista amb Mike Wallace, també coneguda com The Mike Wallace Interview, el 19 d'abril de 1958.[1]
- L'obra de no ficció de Norman Mailer, The Fight (1975), fa referència a l'autor en tercera persona al llarg de The Fight, explicant per què ha optat per fer-ho al començament del llibre.[59]

## Il·leistes ficticis
Categoria principal: Il·leistes ficticis
- Hercule Poirot[60][61]
- Gòl·lum[62]
- Misa Amane[63]
- Doctor Doom[64]
- Sr. Miyagi[65]
- Hulk[66]
- Namor[67]